# Madżra Saghir
Madżra Saghira (arab. مجرى صغير) – wieś w Syrii, w muhafazie Aleppo, w dystrykcie Dżarabulus. W 2004 roku liczyła 565 mieszkańców.